# Pellilitorina
Genre
Pellilitorina est un genre de mollusques gastéropodes de la famille des Littorinidae. L'espèce-type est Pellilitorina setosa.

## Liste d'espèces
Selon World Register of Marine Species (28 octobre 2017) :
- Pellilitorina pellita (Martens, 1885)
- Pellilitorina setosa (E. A. Smith, 1875)